# غييرمو كوادرا فرنانديز
غييرمو كوادرا فرنانديز (بالإسبانية: Guillermo Cuadra Fernández)‏ (ولد في 25 أبريل 1984) هو حكم كرة قدم إسباني يشارك في التحكيم في الدوري الإسباني. وهو حكم دولي لدى الاتحاد الدولي لكرة القدم منذ 2020، وأحد حكام التصنيف الثاني لدى الاتحاد الأوروبي لكرة القدم.

## المسيرة التحكيمية
بدأ كوادرا فرنانديز عمله في الدوري الإسباني الدرجة الثانية ب في 2013، والدوري الإسباني الدرجة الثانية في 2015، والدوري الإسباني في 2018. كانت أول مباراة له في الدوري الإسباني كحكم في 17 أغسطس 2018 بين جيرونا وبلد الوليد. في 2020، تم اختياره ضمن قائمة الحكام الدوليين للفيفا. أدار أول مباراة له في مسابقات الأندية الأوروبية في 17 سبتمبر 2020، وكانت بين نادي غوتبورغ السويدي ونادي كوبنهاغن الدنماركي في الجولة الثانية من تصفيات الدوري الأوروبي 2020–21.
في 2021، اختير كوادرا فرنانديز حكماً في بطولة أمم أوروبا تحت 21 سنة 2021 المقامة في المجر وسلوفينيا، ليحل محل مواطنه ريكاردو دي بيرغوس بينغوتيسيا، الذي ثبتت إصابته بفيروس كوفيد-19. في 23 أبريل 2021، اختير من قبل الاتحاد الدولي لكرة القدم (الفيفا) حكم فيديو مساعد في بطولات كرة القدم في الألعاب الأولمبية الصيفية 2020 في اليابان.

## الحياة الشخصية
كوادرا فرنانديز من مواليد مدريد، وعمل أيضًا معلماً للغة الإنجليزية والتعليم الجسدي.